# Merica aqualica
Merica aqualica là một loài ốc biển, là động vật thân mềm chân bụng sống ở biển trong họ Cancellariidae.

## Miêu tả
Size is 15 – 50 mm.

## Phân bố
Nó có thể được tìm thấy ở the waters around the Philippines.